# خوسيه لويس أغيليرا ريكو
خوسيه لويس أغيليرا ريكو (بالإسبانية: José Luis Aguilera Rico)‏ هو سياسي مكسيكي، ولد في 17 فبراير 1979 في ولاية كيريتارو في المكسيك. انتخب عضو مجلس النواب المكسيك.